# Zoetermeerse gezinsmoord
De Zoetermeerse gezinsmoord betreft een drievoudige moord op 6 april 2005 in de Nederlandse stad Zoetermeer. De 33-jarige systeembeheerder Richard H. vermoordde thuis zijn vrouw Claudia van Veen (31) en dochters Marieke (5) en Charlotte (3).

## Aanleiding
De aanleiding voor de drievoudige moord was te vinden in een buitenechtelijke relatie die H. had met een Poolse vrouw, die hij op internet als webcamgirl had leren kennen. Hij wilde de vrouw in zijn huis in Zoetermeer kunnen ontvangen, nadat zij daar op had aangedrongen. Hij had zijn minnares verteld dat hij een gezin had gehad, maar dat dit reeds langere tijd vermist was. Hij had haarzelf al een aantal malen in Polen opgezocht. Bij zijn tripjes naar dat land hield hij zijn echtgenote voor dat hij voor zijn werk naar Duitsland moest reizen. Later bleek dat hij er meerdere buitenechtelijke relaties op na had gehouden.

## Gepleegde feiten
De woensdag voor het weekend dat zijn minnares kwam, vermoordde hij zijn vrouw en dochters terwijl zij in bed lagen. De lijken bracht hij vervolgens naar een bos in de Brabantse gemeente Alphen-Chaam, waar hij ze in een kuil begroef. In het weekend nadat hij de moorden pleegde ontving hij de Poolse gewoon thuis. Zij sliepen in het bed waar kort daarvoor echtgenote Claudia was omgebracht.
De maandag na dit weekend gaf H. zijn gezin als vermist op. Onder meer zijn schoonouders geloofden hem aanvankelijk. Samen met hen 'zocht' hij Claudia overal, hij liet zich door hen troosten en hij leverde informatie aan het televisieprogramma Opsporing Verzocht.

## Ontmaskering en veroordeling
Anderhalve week later werd H. door verklaringen van hemzelf en getuigen – hij had geen sluitend alibi – ontmaskerd als moordenaar. Er werden bloedsporen in en bij zijn woning en in en rond zijn auto gevonden.
Op 31 maart 2006 werd hij voor de drievoudige moord tot een levenslange gevangenisstraf veroordeeld. Op 13 april 2007 werd deze straf in hoger beroep omgezet in 20 jaar cel en tbs.
In 2018 kwam na 13,4 jaar zijn gevangenisstraf vervroegd ten einde en ging zijn tbs in. In 2020 en in 2022 werd deze met twee jaar verlengd. Bij de laatste verlenging werd door de behandelende kliniek gesteld dat hoewel H. zich goed inzet voor de behandeling, er nog enigszins sprake is van een 'afhankelijke persoonlijkheidsstoornis met narcistische trekken'. Anno 2021 mag H.zonder begeleiding buiten de kliniek verblijven en heeft hij werk.

## Boek en documentaire
Leo Fijen schreef met behulp van de nabestaanden een reconstructie. Dit boek, Familiedrama van Zoetermeer, kwam in maart 2010 uit. Ook maakte Fijen een documentaire hierover. Deze werd op 5 april 2010, vijf jaar na de moorden, als eerste aflevering in de reeks Het drama van ... bij de RKK uitgezonden.